# Věřňovice
Věřňovice (polsky Wierzniowice, německy Willmersdorf) jsou částí obce Dolní Lutyně ležící v okrese Karviná. Věřňovicemi protéká řeka Olše. Přes řeku vede most, který spojuje menší část obce s větší. Od mostu je to 1 kilometr ke starému hraničnímu přechodu. V místě mostu se nachází rizikový jez, pod kterým se tvoří nebezpečný vodní válec. V roce 2009 zde utonul minimálně 1 člověk. Na mostě jsou plakáty pro vodáky, které upozorňují právě na tento jez. Pod mostem jsou i nástupní místa pro vodáky. Řeka Olše je mezi vodáky velmi oblíbená, zvláště v úseku Věřňovice – Zabełków. Jsou zde dva hraniční přechody do Polska: Věřňovice – Gorzyczki (Gorzyce) a Věřňovice – Łaziska (Godów). Do Věřňovic zajíždí dvě autobusové linky, ze Stonavy a Bohumína. Z Dolní Lutyně zde vede pouze jedna úzká cesta, na které vyhasly už minimálně dva lidské životy. Obec byla poškozena povodněmi roku 1997 a 2010.
Na katastrálním území Věřňovice byla v roce 1989 vyhlášena přírodní památka Věřňovice s výskytem chráněných rostlin a živočichů.

## Název
Původní jméno vesnice bylo Wernersdorf („Wernerova ves“), jak je v dokladech ze 14. a 15. století (nejstarší písemný doklad z 1305 má polatinštěné Wernheri villa). Česká podoba (záměnou obvyklého zakončení -ovice za německé -dorf) je doložena od roku 1447 v podobě Věřněřovice (později též Věřměřovice), jehož zkrácením vzniklo Věřňovice. Vlivem českého jména vznikla nová německá podoba Wil(l)mersdorf užívaná až do 20. století, která zase ovlivnila české jméno do podob Vilmířovice a Velmířovice užívané v 19. století. Koncem 19. a začátkem 20. století se v češtině užíval i tvar Věřnovice.

## Historie
První zmínka o obci Wernheri villa v sekce circa Zary et Wladislaviam pochází z listiny vratislavského biskupa Jindřicha I. z Vrbna sepsané kolem roku 1305. Od 1362 Wernersdorf až do roku 1430 náležely k Dětmarovicím a později patřily různým vlastníkům. Roku 1572 připadly Věřňovice na dlouhou dobu ke vsi Dolní Lutyně kterou i s okolím zakoupil Václav Cigán ze Slupska. Od roku 1577 je držel Kašpar st. Vlček z Dobrozenice, v roce 1639 je získal Jan Jindřich Šlik a po něm Jindřich Vilém Šlik. V roce 1700 zdědil panství František Taaffe a od něj ho v roce 1792 koupil Jan Larisch-Mönnich. Od té doby spadaly Věřňovice jako součást dolnolutyňského panství (společně se Skřečoní a Novou Vsí) pod Fryštátské panství a to až do pozemkové reformy po 1. světové válce. Podle ještě „rakouského“ sčítání lidu v roce 1910 měla obec 628 obyvatel, z nichž 627 bylo trvale registrovaných, 626 (99,8%) bylo polsky mluvících a 1 (0,2%) česky mluvící, 618 (98,4%) katolických, 1 (0,2%) evangelický a 9 (1,4%) bylo příslušných k judaismu.
V říjnu 1938 byl proveden zábor obce Polskem, následovalo období nacistické okupace. Věřňovice byly zbaveny této okupace dne 1. května 1945 sovětskou armádou a během válečných akcí byly značně poškozeny.
V roce 1850 Věřňovice čítaly 628 obyvatel, roku 1930 měly 831 obyvatel a 125 domů a v roce 1970 tam žilo 821 obyvatel a stálo 195 domů.

## Zajímavosti
K zajímavostem Věřňovic mimo jiné náležela i existence někdejší polské exklávy na jejich katastru, která zanikla ke 14. únoru 1959 novým vytyčením státní hranice s Polskem podle zákona č. 62/1958 Sb. Jedná se o následující parcely: 894/1, 894/14, 961/2, 961/18, 962/1, 962/2, 963/1, 963/7, 963/8, 964/8, 964/9, 965/2, 966/14, 966/24, 1037/5, 1037/15, 1037/16, 1039/11, 1039/33 a 1039/34. Dle katastru nemovitostí se k dotyčným a některým dalším, rovněž nezastavěným, parcelám téhož katastrálního území i v roce 2025 uvádělo vlastnické právo Polska („Polská republika - Skarb Państwa, Polsko“).

## Pamětihodnosti

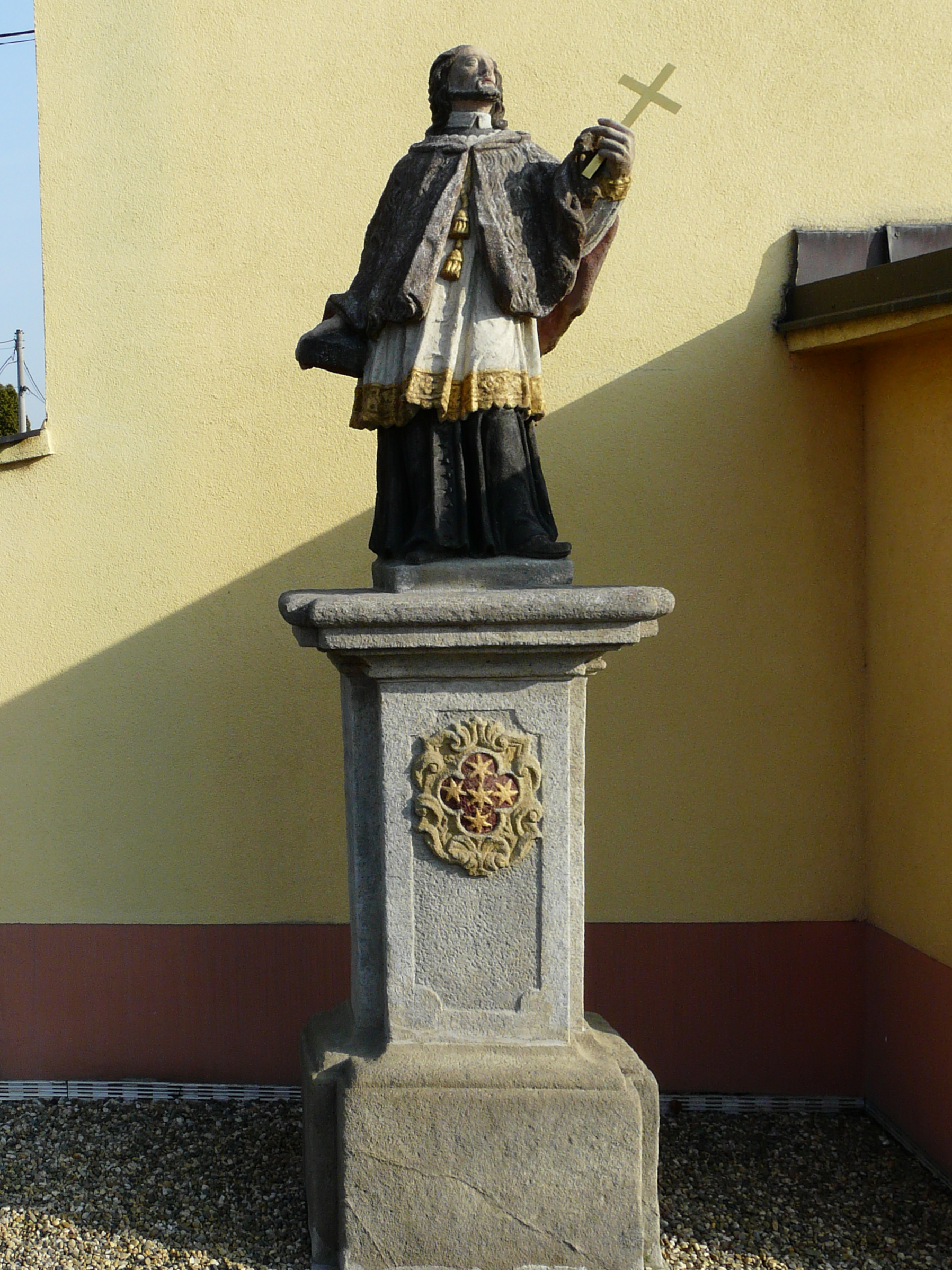
Socha sv. Jana Nepomuckého

- Socha sv. Jana Nepomuckého, zůstává památkově chráněna jako nemovitá kulturní památka.[13]
- Litinový kříž zasazený v pískovcovém soklu u cesty v polích poblíž hranic s Polskem, který byl zhotoven od těšínského kováře Wybrancie roku 1866 nad náhrobek z prusko-rakouské války, nese památkovou ochranu jako nemovitá kulturní památka[14] včetně oplocení.[15]